# Initiative populaire « tendant à faire répartir, entre les cantons, une partie des recettes des douanes »
L'initiative populaire « tendant à faire répartir, entre les cantons, une partie des recettes des douanes » est une initiative populaire suisse, rejetée par le peuple et les cantons le 4 novembre 1894.

## Contenu
L'initiative propose de créer un nouvel article 30bis dans la Constitution fédérale qui précise que la Confédération doit reverser au cantons deux francs par habitant et par année sur le produit de l'impôt sur les douanes.
Le texte complet de l'initiative peut être consulté sur le site de la Chancellerie fédérale.

## Déroulement

### Contexte historique
Lors de la création de l'État fédéral de 1848, les cantons avaient du renoncer aux droits de douane qui passent exclusivement sous le contrôle de la Confédération ; si les cantons sont tout d'abord dédommagés de cette perte de revenu par une participation au produit de cet impôt, cette participation change lors de l'acceptation de la Constitution de 1874. Cette perte est durement ressentie et nécessite, dans la décennie suivante, la création de la péréquation financière est réclamée. Les milieux de l'économie lancent alors cette initiative en prétendant que la Confédération peut facilement se passer d'une partie de ces recettes et aider ainsi les cantons dans le besoin.
Cette initiative est lancée en parallèle à celle du tout nouveau Parti socialiste suisse qui réclame pour sa part le « Droit au travail ».

### Récolte des signatures et dépôt de l'initiative
La récolte des 50 000 signatures nécessaires a commencé au début janvier 1984 (la date exacte est inconnue). L'initiative a été déposée le 8 avril de la même année à la chancellerie fédérale qui l'a déclarée valide le 18 mai.

### Discussions et recommandations des autorités
Le parlement et le Conseil fédéral recommandent le rejet de cette initiative. Cette initiative est la première pour laquelle le Conseil fédéral transmet officiellement au Parlement son avis argumenté, et ceci à la suite d'une demande venant de ce même Parlement.
Chiffres à l'appui, le Conseil fédéral va démontrer, dans son avis, que la Confédération ne peut se passer des montants prévus par l'initiative, forçant, le cas échéant, le département des Finances à prélever de nouvelles taxes ou à exiger, comme la loi le lui permet, une contribution financière des cantons.

### Votation
Soumise à la votation le 4 novembre 1894, l'initiative est refusée par 12 3/2 cantons et par 70,7 % des suffrages exprimés. Le tableau ci-dessous détaille les résultats par cantons :

## Effets
Après l'échec de cette votation, les cantons vont majoritairement revoir leur système fiscal et introduire un impôt financier direct, encore en vigueur de nos jours. Jusqu'à la Première Guerre mondiale, les droits de douane représenteront le premier apport financier de la Confédération, représentant jusqu'à 80 % de ses revenus. Par la suite et progressivement, différents impôts fédéraux seront introduits au niveau fédéral.